# Premier League 1996-97
La temporada 1996-97 de la Premier League  fue la quinta edición de la máxima categoría de fútbol en Inglaterra creada en 1992. En la temporada participaron 20 clubes, la cual se disputó bajo el tradicional formato de todos contra todos a dos ruedas. Como novedad para esta edición, debido al ampliamento impulsado por la UEFA para la Liga de Campeones, se le fueron concedidas dos plazas a Inglaterra, —a diferencia del formato anterior, donde solo había una única plaza— las cuales fueron ocupadas por el campeón y el subcampeón de la presente temporada.
En la mayoría de la temporada, Manchester United, Liverpool, Arsenal y Newcastle United ocuparon las primeras posiciones. Finalmente, el Manchester United se coronó campeón por 11ª vez en su historia (cuarta vez desde la creación de la Premier League), defendiendo exitosamente el título de la temporada anterior y se aseguró, junto con el subcampeón Newcastle United, uno de los dos cupos a la Liga de Campeones. Asimismo, Arsenal, Liverpool y Aston Villa se clasificaron a la Copa de la UEFA 1997-98 al ocupar las posiciones 3°, 4° y 5° respectivamente. Por su parte, el Chelsea se clasificó a la Recopa de Europa tras haber ganado la FA Cup, y el Leicester City se clasificó para la mencionada Copa de la UEFA tras haber ganado la Copa de la Liga de Inglaterra.
Sunderland, Middlesbrough, Nottingham Forest descendieron a la First Division tras haber finalizado en las tres últimas posiciones.

## Clasificación general
| Pos. | Equipo                | Pts. | PJ | G  | E  | P  | GF | GC | Dif. | Clasificación 1997-98                          |
| ---- | --------------------- | ---- | -- | -- | -- | -- | -- | -- | ---- | ---------------------------------------------- |
| 1    | Manchester United (C) | 75   | 38 | 21 | 12 | 5  | 76 | 44 | +32  | Fase de grupos de la Liga de Campeones         |
| 2    | Newcastle United      | 68   | 38 | 19 | 11 | 8  | 73 | 40 | +33  | Segunda ronda previa de la Liga de Campeones   |
| 3    | Arsenal               | 68   | 38 | 19 | 11 | 8  | 62 | 32 | +30  | Treintaidosavos de final de la Copa de la UEFA |
| 4    | Liverpool             | 68   | 38 | 19 | 11 | 8  | 62 | 37 | +25  | Treintaidosavos de final de la Copa de la UEFA |
| 5    | Aston Villa           | 61   | 38 | 17 | 10 | 11 | 47 | 34 | +13  | Treintaidosavos de final de la Copa de la UEFA |
| 6    | Chelsea               | 59   | 38 | 16 | 11 | 11 | 58 | 55 | +3   | Dieciseisavos de final de la Recopa de Europa  |
| 7    | Sheffield Wednesday   | 57   | 38 | 14 | 15 | 9  | 50 | 51 | −1   |                                                |
| 8    | Wimbledon             | 56   | 38 | 15 | 11 | 12 | 46 | 43 | +3   |                                                |
| 9    | Leicester City        | 47   | 38 | 12 | 11 | 15 | 46 | 54 | −8   | Treintaidosavos de final de la Copa de la UEFA |
| 10   | Tottenham Hotspur     | 46   | 38 | 13 | 7  | 18 | 44 | 51 | −7   |                                                |
| 11   | Leeds United          | 46   | 38 | 11 | 13 | 14 | 28 | 38 | −10  |                                                |
| 12   | Derby County          | 46   | 38 | 11 | 13 | 14 | 45 | 58 | −13  |                                                |
| 13   | Blackburn Rovers      | 42   | 38 | 9  | 15 | 14 | 42 | 43 | −1   |                                                |
| 14   | West Ham United       | 42   | 38 | 10 | 12 | 16 | 39 | 48 | −9   |                                                |
| 15   | Everton               | 42   | 38 | 10 | 12 | 16 | 44 | 57 | −13  |                                                |
| 16   | Southampton           | 41   | 38 | 10 | 11 | 17 | 50 | 56 | −6   |                                                |
| 17   | Coventry City         | 41   | 38 | 9  | 14 | 15 | 38 | 54 | −16  |                                                |
| 18   | Sunderland (D)        | 40   | 38 | 10 | 10 | 18 | 35 | 53 | −18  | Descenso de categoría                          |
| 19   | Middlesbrough (D)     | 39   | 38 | 10 | 12 | 16 | 51 | 60 | −9   | Descenso de categoría                          |
| 20   | Nottingham Forest (D) | 34   | 38 | 6  | 16 | 16 | 31 | 59 | −28  | Descenso de categoría                          |

 Fuente: [cita requerida]
Notas:
1. ↑  Chelsea se clasificó a la Recopa de Europa 1997-98 como campeón de la FA Cup 1996-97.
2. ↑  Leicester City se clasificó a la Copa de la UEFA 1997-98 como campeón de la Copa de la Liga de Inglaterra 1996-97.
3. ↑  Middlesbrough le descontaron 3 puntos, debido a una sanción.

| Bandera de Inglaterra                |
| Campeón Manchester United 11º título |

## Máximos goleadores
| Jugador             | Equipo            | Goles |
| ------------------- | ----------------- | ----- |
| Alan Shearer        | Newcastle United  | 25    |
| Ian Wright          | Arsenal           | 23    |
| Robbie Fowler       | Liverpool         | 18    |
| Ole Gunnar Solskjær | Manchester United | 18    |
| Dwight Yorke        | Aston Villa       | 17    |